# Каллисон, Зак
Закари Дин Каллисон  (род. 23 октября 1997, Сент-Луис, Миссури) — американский актер и певец. В первую очередь он известен как озвучивавший главного персонажа франшизы «Вселенная Стивена».

## Карьера
Каллисон начал сниматься на телевидении в 2009 году, сыграв эпизодическую роль в сериале "Дневник матери-одиночки". В течение следующих нескольких лет у него было множество разовых ролей на телевидении. В 2013 году он получил главную роль принца Джеймса в сериале "София первая" и главную роль Стивена Юниверса в сериале "Вселенная Стивена". Он также известен по роли Билли в "Я в группе" и дополнительным озвучкам в "Приключениях Диснейленда" на Kinect. Он озвучивал фараона Тутанхамона в фильме «Мистер Пибоди и Шерман», "Юный Джиро в фильме "Поднимается ветер" и Билли Бэтсон в фильмах "Витрина DC: Супермен/Шазам! – Возвращение Чёрного Адама" и «Лига справедливости: Война».
В январе 2018 года Каллисон выпустил свой дебютный сингл "War!", за которым последовали синглы "Curtain Call" и "She Don't Know". В августе 2018 года он выпустил свой дебютный мини-альбом "A Picture Perfect Hollywood Heartbreak". Мини-альбом представляет собой концептуальный альбом о жизни знаменитостей и психических заболеваниях, в основе которого лежит разрыв главного героя с таинственной женщиной по имени Хуанита, а также его мысли о самоубийстве и злоупотреблении психоактивными веществами. Каллисон подробно рассказал о том, что вдохновило его на создание альбома, сказав: "Это также комментарий ко многим молодым актерам и художникам, которые проиграли битву; в этом году в индустрии было много погибших 20-летних и 21-летних подростков, некоторых из которых я знал или которыми восхищался. Я не знаю, как мы решим проблему, но мне нужно было что-то сказать." Также в 2018 году он снялся в роли фокусника в музыкальном клипе на песню Натана Шарпа "Phantom".

## Личная жизнь
Каллисон также поет и умеет играть на пианино. Он является представителем молодежного общества охраны морских пастухов. Каллисон часто посещает аниме- и мультипликационные конференции в качестве гостя, такие как Florida Supercon и Holiday Matsuri. Он окончил среднюю школу Оук-Парк в Оук-Парке, Калифорния, 11 июня 2015 года.

## Фильмография
| Год       | Название                         | Роль                           | Примечание                                         |
| --------- | -------------------------------- | ------------------------------ | -------------------------------------------------- |
| 2009      | Ты умнее пятиклассника?          | Он сам                         |                                                    |
| 2009-2010 | Дневник матери-одиночки          | Иан                            | Повторяющийся                                      |
| 2010      | Ханна Монтана                    | Дуглас                         | Эпизод: "Ханна получит это"                        |
| 2011      | Забавные или смертельные подарки | Лонни Донован                  | 1 эпизод                                           |
| 2011      | Идеальные пары                   | Юный Дэйв                      | Эпизод: "Идеальное преступление"                   |
| 2011      | Я в банде                        | Король Билли                   | Эпизод: "Повелитель ласк"                          |
| 2011      | Икарли                           | 10-летний мальчик №1 (озвучка) | Эпизод: "Я все еще псих"                           |
| 2012      | Маленький брат                   | Итан                           | Пилотное шоу                                       |
| 2014      | Морская полиция Лос-Анджелеса    | Девин Джонсон                  | Эпизод: "Падение царствования"                     |
| 2015      | Только что с корабля             | Дэн                            | Эпизод: "Чудо на мертвой улице"                    |
| 2015      | Генри Дэнджер                    | Чет                            | Эпизод: "Желе Генри"                               |
| 2015      | Астрид Кловер                    | Хипстер 2                      | Эпизод: "#Праздник (полный)"                       |
| 2016      | Шорты Sanders                    | Стивен                         | Эпизод: "Жизнь с кристальными самоцветами трудна". |
| 2016-2019 | Просто добавь Волшебства         | Чак Хэнкинс/Чарльз Пфайзер     | Повторяющийся                                      |
| 2016-2021 | Голдберги                        | Брайан Корбетт                 | Повторяющийся                                      |
| 2017      | Рекордная тирада                 | Зак                            | 1 эпизод                                           |
| 2017      | Неизвестность                    | Скутер Стивенс                 | Эпизод: "Неукротимый великолепный"                 |
| 2017      | Мика - призрак-засранец          | Мика                           | Пилотное шоу                                       |
| 2017      | Анатомия страсти: Команда "Б"    | Оскар                          | Эпизод: "Двое"                                     |
| 2018      | Поток множества глаз             | Вернлунд                       | Пилотное шоу                                       |